# Lijst van heersers van Kroatië
Dit is een lijst van heersers van Kroatië.

## Vroege geschiedenis
Gedetailleerde informatie over vroegere Kroatische heersers is zeer beperkt
Zo rond 626 migreerden de Kroaten van Galicië op uitnodiging van de Oost-Romeinse keizer Heraclius
Zo rond 641 – c.689 bekeert Radoslav de Kroaten tot het christendom
| Naam              | Periode     | Notitie(s)            |
| ----------------- | ----------- | --------------------- |
| Vojnomir          | 791 - c810  |                       |
| Ljudevit Posavski | 810 - 823   | Neef van Hertog Borna |
| Ratimir           | 829 - 838   |                       |
| Braslav           | 880 - c.887 |                       |

| Naam                | Periode           | Notitie(s)                                                          |
| ------------------- | ----------------- | ------------------------------------------------------------------- |
| Porga of Borko      | 660 - 680         |                                                                     |
| Budimir             | 740 - 785         |                                                                     |
| Višeslav            | 785 - 802         |                                                                     |
| Borna               | 810 – 821         | Vazal van de Frankische keizer Karel de Grote; de zoon van Višeslav |
| Vladislav           | januari 821 - 835 | zoon van Klonimir                                                   |
| Mislav              | 835 - 845         |                                                                     |
| Trpimir I           | 845 - 864         | Stichter van de Trpimirović dynastie                                |
| Zdeslav             | 864               | zoon van Trpimir I                                                  |
| Domagoj             | 864 - 876         | gooide zijn neef "Zdeslav" van de troon                             |
| Iljko               | 876 – 878         | zoon van Domagoj                                                    |
| Zdeslav             | 878 - mei 879     | terug op de troon                                                   |
| Branimir            | 879 - 892         | zoon van Domagoj                                                    |
| Muncimir of Mutimir | 892 - 900         | zoon van Trpimir                                                    |
| Petar Krešimir      | c.900 - c.910     |                                                                     |

| In 924, kroont paus Johannes X Tomislav, waardoor hij de koning van Kroatië, Dalmatië, Slavonië en Bosnië wordt |                      | |
| Naam | Periode              | Notitie(s) |
| Hertog Tomislav I – na 924/925 koning Tomislav I                                                                | c.910 - 11 maart 928 | Waarschijnlijk de zoon van Mutimir. Tijdens zijn heerschappij bereikt het Kroatische koninkrijk zijn hoogtepunt met bezit van Kroatië, Slavonië, grotendeels Dalmatië en Bosnië, nadat paus Johannes X hem in 924 kroont. Na diens dood wordt het koninkrijk verscheurd door burgeroorlogen en verliest het gebieden, waaronder Bosnië. |
| Trpimir II | 11 maart 928 - 935   | De jongere broer van Tomislav I |
| Krešimir I de Oude                                                                                              | 935 - 945            | Zoon van Trpimir II |
| Miroslav | 945 - 949            | Zoon van Kresimir I |
| Mihajlo Krešimir II                                                                                             | 949 - 969            | De jongere broer van Miroslav. Het Kroatische koninkrijk krijgt zijn roem weer terug en bezit nu o.a Bosnië. |
| Stjepan Držislav                                                                                                | 969 - 997            | Zoon van Kresimir II |
| Koningin Jelena                                                                                                 | 969 - 8 november 975 | |
| Svetoslav Suronja                                                                                               | 997 - 1000           | De zoon van Stephen Držislav |
| Krešimir III | 997 - 1030           | De jongere broer van Svetoslav Mucimir |
| Gojslav | 997 - 1020           | De jongere broer van Mucimir |
| Basileios II van Byzantium                                                                                      | 1019 - 1025          | Kroatië en Bosnië worden geregeerd door de Byzantijnse keizer |
| Stjepan I | 1030 - 1058          | De zoon van Krešimir III |
| Peter Krešimir IV de Grote                                                                                      | 1058 - 1074          | De zoon van Stephen |
| Slavić | 1074 - 1075          | Gekozen door de Kroatische adel, vocht om de macht met Dmitar Zvonimir, de gekozen erfgenaam van Peter Kresimir IV. |
| Dmitar Zvonimir                                                                                                 | 1075 - 1089          | De neef van Peter Krešimir IV. Rond 1063 trouwt hij met de Hongaarse prinses Helena Illona (Kroatisch: Jelena) Lijepa, de dochter van koning Béla I. |
| Stjepan II | 1089 - December 1090 | Zoon van Castimir, die de jongere broer van Peter Krešimir IV was. |
| Jelena de Schone                                                                                                | 1090 - 1091          | Dochter van Castimir, die de jongere broer van Petar Krešimir IV was. |
| Slavac? | 1090 - 1093          | Dalmatische rivaal |
| Ladislaus I | 1091 - 1092          | De zoon van Béla I en de broer van Helena, erkend als koning van Kroatië door de raad (Sabor) van de Kroatische adel. De overeenkomst met de adel behoudt Kroatië een status aparte binnen het koninkrijk Hongarije onder persoonlijke heerschappij van Ladislaus.                                                                      |
| Hertog Álmos | 1091 - 1093          | De neef van Ladislaus, zoon van Géza I, heerst voor hem. |
| Petar Svačić | 1093 - 1097          | Hij strijdt met Hongarije over de controle over Kroatië. |
| Koloman | 1097                 | Tijdens de slag bij de berg Gvozd (het huidige Petrova Gora) verslaat Koloman samen met de Pannonische Kroaten een leger van Kroatische en Dalmatische adel die gesteund werd door Peter Svachich. |

| Naam             | Periode                 |
| ---------------- | ----------------------- |
| Josip Silović    | 3 oktober 1929 - 19..   |
| Ivo N. Perović   | 19.. - 1935             |
| Marko Kostrenčić | 1935 - 1936             |
| Viktor Ružić     | 1936 - 26 augustus 1939 |

| Naam          | Periode     |
| ------------- | ----------- |
| Ivo Tartaglia | 19.. - 19.. |

| Naam             | Periode                 |
| ---------------- | ----------------------- |
| Josip Silović    | 3 oktober 1929 - 19..   |
| Ivo N. Perović   | 19.. - 1935             |
| Marko Kostrenčić | 1935 - 1936             |
| Viktor Ružić     | 1936 - 26 augustus 1939 |

| Naam          | Periode     |
| ------------- | ----------- |
| Ivo Tartaglia | 19.. - 19.. |

## Moderne tijd
1941 - 1945 Creëerden de asmogendheden de Onafhankelijke Staat Kroatië met als poglavnik (leider) Ante Pavelić. Aimone van Aosta werd koning onder de naam Tomislav II van het Huis Savoye op 18 mei 1941, maar werd nooit echt de koning en deed op 31 juli 1943 afstand van de troon.
1945 - 1991 Na de oorlog wordt Kroatië deel van de Socialistische Federale Republiek van Joegoslavië.
25 juni 1991 - Na een onafhankelijkheidsoorlog wordt de republiek Kroatië gesticht. zie:
- Presidenten van Kroatië
- Lijst van ministers-presidenten van Kroatië